# Potocki

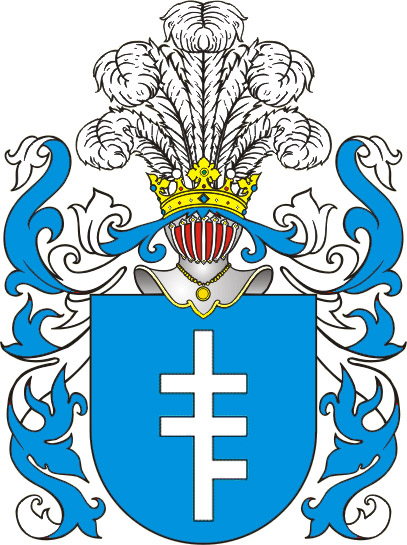
Stemma della famiglia Potocki.

Potocki (pronuncia polacca: [pɔˈtɔt͡skʲi], plurale Potoccy) è il cognome di una famiglia nobile polacca.

## Storia

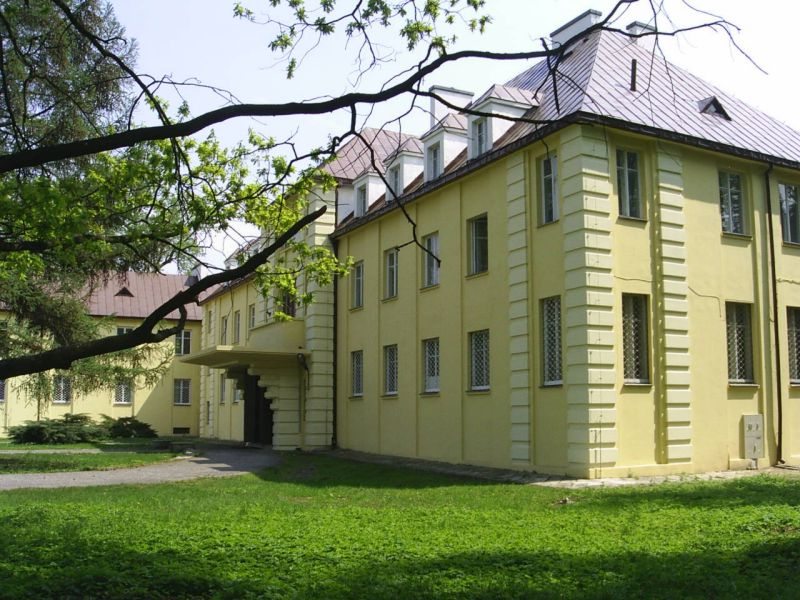
Il palazzo dei Potocki a Międzyrzec Podlaski

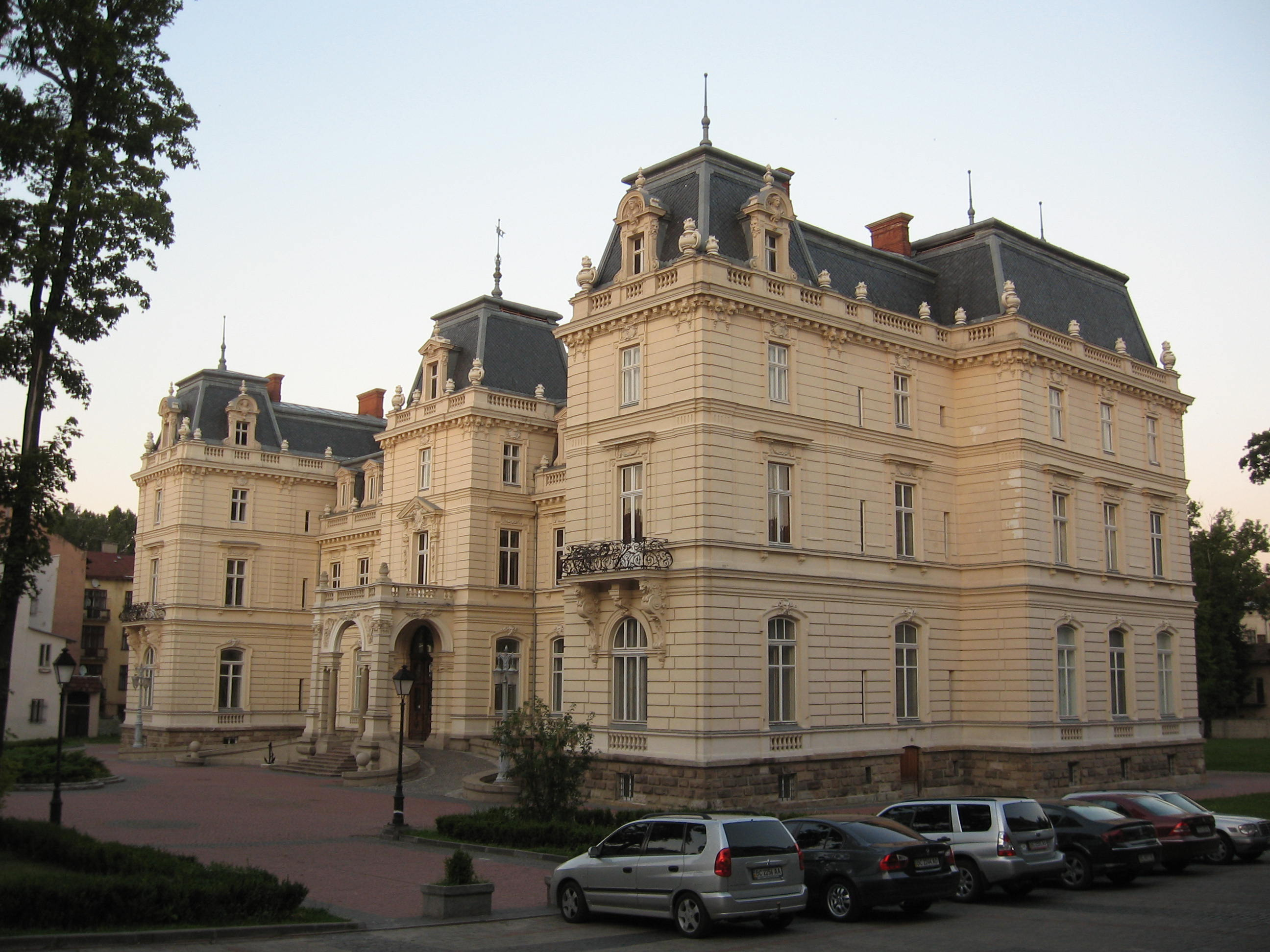
Palazzo Potocki a Leopoli.

La famiglia Potocki è una grande famiglia aristocratica originaria di Potok, oggi Potok Wielki nel Voivodato della Santacroce, comune di Jędrzejów; il nome della famiglia deriva dal nome di quel luogo. La famiglia è fortemente intrecciata con lo sviluppo culturale e la storia delle terre di confine orientali della Polonia (attuale Ucraina occidentale). La famiglia è celebre per i numerosi statisti, leader militari, e attivisti culturali polacchi.
l primo appartenente alla famiglia Potocki noto fu Żyrosław z Potoka (nato intorno al 1136). I figli di suo figlio Aleksander furono progenitori di nuove famiglie nobili come i Moskorzewski, Stanisławski, Tworowski, Borowski e Stosłowski. Jakub Potocki (~1481-1551) fu il progenitore della linea magnate della famiglia Potocki, con discendenti in vita ancora oggi, inclusi quelli che vivono in America.
La linea magnate si divise in tre linee principali, chiamate:
- "Linia hetmańska" ("Srebrna Pilawa"), in italiano: "Linea dell'Etmano" ("Pilawa d'Argento").
- "Linia Prymasowa" ("Złota Pilawa"), in italiano: "Linea dei Pari" ("Pilawa d'Oro")
- "Żelazna Pilawa", considerata la più antica, in italiano: "Pilawa di Ferro"

La linea degli "Złota Pilawa" ricevette il titolo di conte dall'Imperatore del Sacro Romano Impero nel 1606. L'intera famiglia cominciò ad utilizzare il titolo di Conte dopo le Spartizioni della Polonia.
Nel 1631 Stefan Potocki, che avviò la linea "Złota Pilawa", morì e fu sepolto Złoty Potok (Potok d'Oro, un villaggio appartenuto a questo lignaggio), suoi discendenti cominciarono ad utilizzare il Pilawa in colore dorato. Per tale motivo questo lignaggio è chiamato "Złota Pilawa" (Piława d'Oro).
Esistono quattro rami:
- "Gałąź łańcucka" (Ramo di Łańcut)
- "Gałąź krzeszowicka" (Ramo di Krzeszowice)
- "Gałąź tulczyńska" (Ramo di Tulczyn)
- "Gałąź wilanowska" (Ramo di Wilanów)

I nomi dei diversi rami derivano dalle rispettive proprietà.
La famiglia diventò importante nei secoli XVI e XVII in seguito del patrocinio del Cancelliere Jan Zamoyski e Re Sigismondo III Vasa.

## Stemma e motto
La famiglia dei conti Potocki utilizzò come blasone universale la "Pilawa", cioè una croce gialla a cinque braccia su campo azzurro, mentre usò come motto: "Scutum opponebat scuto".

## Membri

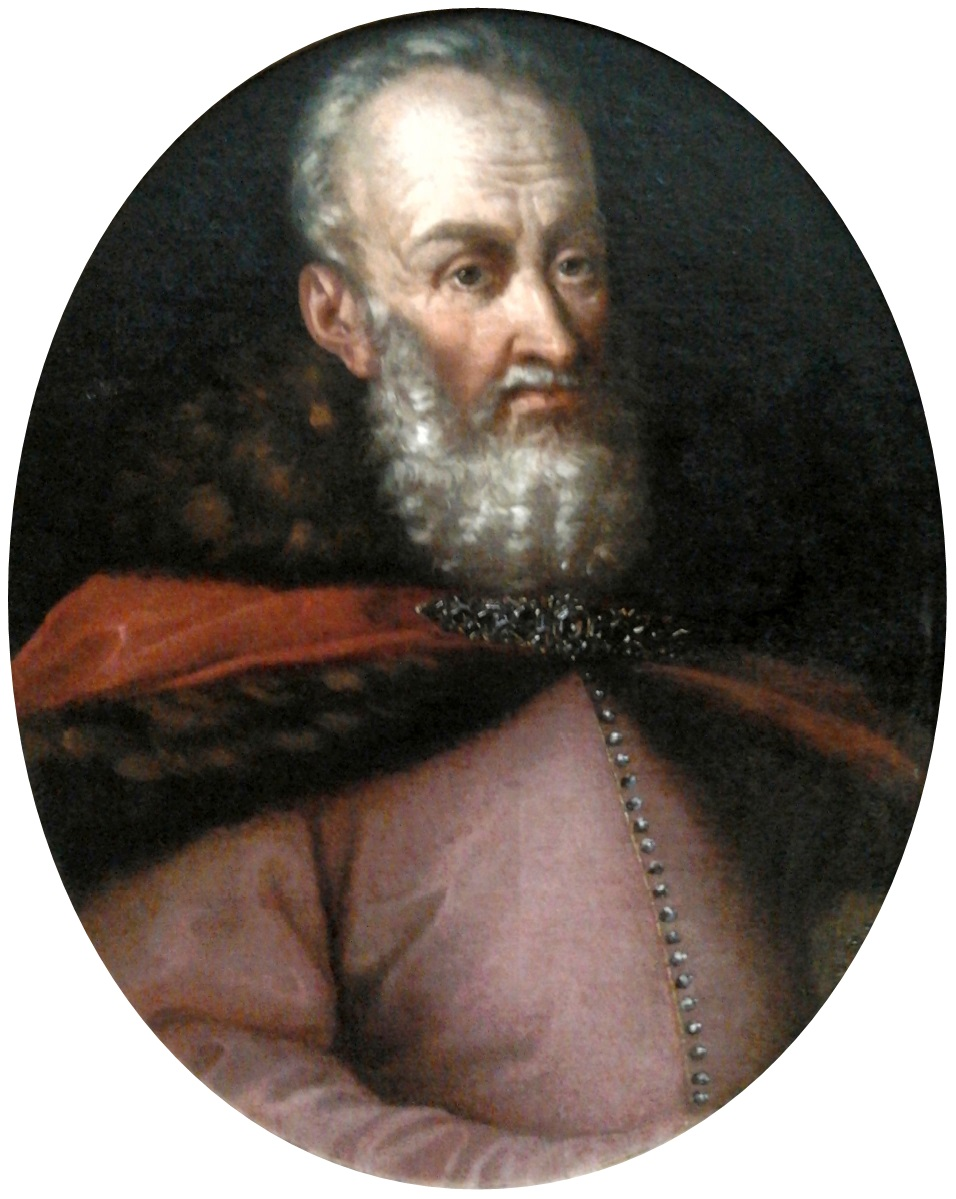
L'Etmano Stanisław "Rewera" Potocki.

- Aleksander Stanisław Potocki (1778–1845), proprietario terriero, politico
- Alfred Józef Potocki (1817–1889), Maresciallo del Sejm di Galizia, Presidente dei Ministri dell'Austria
- Alfred Wojciech Potocki (1785–1862), proprietario terriero, politico
- Andrzej Potocki (?-1692), Grande atamano di Lituania
- Andrzej Potocki (1618–1663), Obozny e voivoda
- Teodor Andrzej Potocki (1664–1738), Primate della Polonia e interrex nel 1733
- Antoni Protazy Potocki (1761–1801), banchiere e voivoda
- Artur Potocki (1787–1832), proprietario terriero, ufficiale
- Feliks Kazimierz Potocki (1630–1702), Grande Atmano della Corona
- Franciszek Salezy Potocki (1700–1772), Krajczy, Capo Impiegato della Corona
- Jan Potocki (1761–1815), scrittore (Manoscritto trovato a Saragozza)
- Janusz Stanislaw Potocki (1940–2005), fisico
- Jerzy Józef Potocki (1889–1961), diplomatico, ufficiale
- Józef Potocki (1673–1751), Grande Atmano della Corona
- Józef Potocki (?-1723), Gran Guardia della Corona
- Katarzyna Potocka (?-1642), moglie di Janusz Radziwiłł
- Konstancja Potocka (1781–1852), moglie di Jan Potocki e Edward Raczyński
- Mikołaj Potocki (1595–1651), Grande Atmano della Corona
- Mikołaj Bazyli Potocki (1712–1782), Starost di Kanev, benefattore del Pochayiv Lavra
- Natalia Potocka (1810–1830), moglie di Roman Sanguszko
- Roman Ignacy Potocki (1750–1809), coautore della Costituzione Polacca di Maggio
- Roman Potocki (1851–1889), proprietario terriero
- Stanisław Potocki (1698–1760), nobile e politico
- Stanisław Kostka Potocki (1755–1821), scrittore, giornalista e archeologo
- Stanisław "Rewera" Potocki (1579–1667), Grande Atmano della Corona
- Stanisław Szczęsny Potocki (1753–1805), Maresciallo della Confederazione di Targowica
- Wiktoria Elżbieta Potocka (?-c.1670), moglie di Adam Hieronim Sieniawski e Andrzej Potocki

Un altro membro quasi leggendario della famiglia fu Walenty Potocki (morto nel 1742), mentre uno dei suoi ultimi membri fu il conte Geoffrey Potocki de Montalk, che visse in Nuova Zelanda.

## Fonti
- Potockis' Łańcut Palace, su butschal.de.
- Castle Museum in Łańcut, su zamek-lancut.pl. URL consultato l'11 marzo 2013 (archiviato dall'url originale il 19 gennaio 2021).
- The Potockis, su butschal.de.
- Encyclopedia of Ukraine, su encyclopediaofukraine.com.
- Encyclopædia Britannica, su britannica.com.

## Approfondimenti
- Potocka-Wąsowiczowa, Anna z Tyszkiewiczów. Wspomnienia naocznego świadka. Warszawa: Państwowy Instytut Wydawniczy, 1965.